# Potamothrix caspicus
Potamothrix caspicus är en ringmaskart som först beskrevs av Lastockin 1937.  Potamothrix caspicus ingår i släktet Potamothrix och familjen glattmaskar. Inga underarter finns listade i Catalogue of Life.